# Åtnetjejaureh (Vilhelmina socken, Lappland, 724608-144406)
Åtnetjejaureh är en sjö i Vilhelmina kommun i Lappland och ingår i Ångermanälvens huvudavrinningsområde. Åtnetjejaureh ligger i Vardo- Laster- och Fjällfjällen Natura 2000-område.